# Ascensión, Mexiko
Ascensión är en ort i Mexiko.   Den ligger i kommunen med samma namn och delstaten Chihuahua, i den nordvästra delen av landet, 1 600 km nordväst om huvudstaden Mexico City. Ascención ligger 1 297 meter över havet och antalet invånare är 11 781.